# 蓋爾伯斯山
47°03′36″N 12°39′11″E / 47.059953°N 12.653104°E
蓋爾伯斯山（德語：Gelbes Hörnl），是奧地利的山峰，位於該國西部，由蒂羅爾州負責管轄，屬於格洛克納山脈的一部分，海拔高度3,003米，人類在1927年首次登頂。